# Les Couleurs de l'iris
Pour plus de détails, voir Fiche technique et Distribution.
Les Couleurs de l'iris (Τα χρώματα της ίριδος (Ta Chromata tis iridos)) est un film grec réalisé par Nikos Panayotopoulos et sorti en 1974.
En avril 1985, l'Union panhellénique des critiques de cinéma, la PEKK Πανελλήνια Ενωση Κριτικών Κινηματογράφου (Panellinia Enosis Kritikon Kinematographou), le désigna cinquième meilleur film grec de l'histoire.

## Synopsis
Lors du tournage d'un film publicitaire sur une plage, un homme entre dans le champ de la caméra. Quand on l'en chasse, il entre dans la mer où il se noie. Un musicien du plateau cherche à savoir qui il était et ce qui s'est passé. Il explore alors les relations entre cinéma et réalité.

## Fiche technique
- Titre : Les Couleurs de l'iris
- Titre original : Τα χρώματα της ίριδος (Ta Chromata tis iridos)
- Réalisation : Nikos Panayotopoulos
- Scénario : Nikos Panayotopoulos
- Production : Yorgos Papalios
- Directeur de la photographie : Nikos Kavoudikis
- Montage : Takis Davlopoulos
- Direction artistique : Dyonissis Fotopoulos
- Musique : Stamatis Spanoudakis
- Pays d'origine : Grèce
- Genre : comédie métafictionnelle
- Format  : couleur
- Durée : 100 minutes
- Date de sortie : 1974
- Récompenses : meilleure photographie (Festival du cinéma grec 1974)

## Acteurs
- Nikitas Tsakiroglou (el)
- Elena Kyrana
- Kostas Sfikas
- Vangelis Kazan (en)
- Yorgos Moschidis